# Little Mountain (Caroline du Sud)
Pour les articles homonymes, voir Little Mountain.
Little Mountain est un village dans le comté de Newberry.

## Démographie
| 1900 | 1910 | 1920 | 1930 | 1940 | 1950 |
| ---- | ---- | ---- | ---- | ---- | ---- |
| 283  | 440  | 399  | 244  | 251  | 213  |

| 1960 | 1970 | 1980 | 1990 | 2000 | 2010 |
| ---- | ---- | ---- | ---- | ---- | ---- |
| 238  | 240  | 282  | 235  | 255  | 291  |